# Championnat d'Italie de rink hockey 1924
Navigation
Série A 1923 Série A 1925
L'édition 1924 du Championnat d'Italie de rink hockey est la 3e édition de cette compétition. Elle se déroule à Milan et se conclut par la victoire de Sempione Milano.

## Équipes
- Sempione Milano
- US Triestina
- Grion Monfalcone

## Équipe championne
- Sempione Milano: Moneta, Viganò, Gianotti, Josti, Castellano, Gaudenzi.

### Sources
- (it) Cet article est partiellement ou en totalité issu de l’article de Wikipédia en italien intitulé « Serie A di hockey su pista 1924 » (voir la liste des auteurs).